# 2-hydroxyethaansulfonzuur
2-hydroxyethaansulfonzuur, met de triviale naam isethionzuur, is een sulfonzuur dat een hydroxyethylgroep bevat. Het is een sterk organisch zuur. Het wordt gebruikt bij de bereiding van synthetische detergenten; meer bepaald van zachte, biologisch afbreekbare en sterk schuimende, anionische oppervlakte-actieve stoffen. Die gebruikt men in vaste en vloeibare zepen, huid- en haarverzorgingsproducten die zacht aanvoelen en niet irriterend zijn voor de huid. Ze worden gevormd door een verestering van een vetzuren met 8 tot ongeveer 20 koolstofatomen met natriumisethionaat, het natriumzout van 2-hydroxyethaansulfonzuur:
{\displaystyle \mathrm {(CH_{2})_{n}COOH\ +\ HO(CH_{2})_{2}SO_{3}Na\ \longrightarrow \ (CH_{2})_{n}COO(CH_{2})_{2}SO_{3}Na\ +\ H_{2}O} }
Natriumisethionaat wordt rechtstreeks bereid door de reactie van ethyleenoxide met natriumbisulfiet in een waterige oplossing. In plaats van natrium kan ook een ander alkalimetaal of aardalkalimetaal als tegenion gebruikt worden, zoals magnesium. Natriumlaurylisethionaat is een typisch voorbeeld van zo'n synthetisch detergent.
Uitgaande van 2-hydroxyethaansulfonzuur wordt ook taurine gemaakt, door substitutie van de hydroxylgroep met een aminogroep.